# منتخب فرنسا لكرة اليد للناشئات
منتخب فرنسا لكرة اليد للناشئات (بالفرنسية: Équipe de France junior féminine de handball)‏ هو ممثل فرنسا الرسمي في المنافسات الدولية في كرة اليد
.